# Agilulf (Svébové)
Agilulf (420?–482?) byl princ germánského kmene Kvádů a dalších svébských kmenů, kteří se usadili na území dnešního Bavorska. Byl synem Hunimunda (Filius Hermanarici) a vnukem Hermericha, který pocházel patrně z území severní Panonie či dnešní Moravy nebo Slovenska. Hermerich v roce 406 během bitvy u Mohuče překročil Rýn, zpustošil Galii a v roce 409 dobyl Galicii.. O životě Agilulfa se dochovalo jen málo informací. Obléhal castrum Pasov a byl pravděpodobně ariánského vyznání. Je jedním z předků bavorské dynastie Agilolfingů.